# Klaus Siebert
Klaus Siebert (Schlettau, 29 aprile 1955 – Altenberg, 24 aprile 2016) è stato un biatleta e allenatore di biathlon tedesco.

## Biografia

### Carriera da atleta
Vincitore di due medaglie d'oro ai Mondiali juniores di Minsk nel 1976, nella sprint e nella staffetta, già ad Anterselva 1975 aveva conquistato la sua prima medaglia "seniores", arrivando 3º nella sprint dietro ai sovietici Nikolaj Kruglov e Aleksandr Elizarov.
Nel 1977 a Vingrom conquistò il bronzo nella staffetta vinta dall'Unione Sovietica guidata da Aleksandr Tichonov, che in quell'edizione si aggiudicò anche l'oro nella sprint e il bronzo nell'individuale. A Hochfilzen nel 1978, dove i tedeschi orientali prevalsero con largo margine nel medagliere, per Siebert arrivò il primo oro iridato, nella staffetta, e il bronzo nella sprint, dietro ai connazionali Frank Ullrich ed Eberhard Rösch. L'anno successivo a Ruhpolding ottenne altri due ori, nella staffetta e nell'individuale.
In carriera partecipò solamente a un'edizione dei Giochi olimpici invernali, Lake Placid 1980, dove arrivò secondo nella staffetta, dietro all'Unione Sovietica, quarto nella sprint vinta da Ullrich e quindicesimo nell'individuale. Vinse la Coppa del Mondo nel 1979; nel 1980 arrivò secondo e nel 1978 chiuse terzo.

### Carriera da allenatore
Dal 1984 al 1990 allenò la nazionale juniores della Germania Est; nel frattempo, dal 1988, divenne anche allenatore personale di Ricco Groß: fino al 2002 ottenne in tale veste grandi soddisfazioni, poiché Groß in quel periodo vinse tre ori olimpici, cinque mondiali e una Coppa del Mondo di specialità nell'individuale, oltre a piazzarsi secondo nella classifica generale di Coppa del Mondo nel 1998. Dal 1994 al 1998 ha guidato la nazionale tedesca presso il centro di allenamento olimpico (Olympiastützpunkt) di Altenberg, allenando tra gli altri Katja Beer, Carsten Pump e Carsten Heymann; dal 1998 al 2002 è stato co-allenatore della nazionale tedesca maschile.
Nel 2002 passò alla nazionale austriaca come allenatore di tiro, incaricò che ricoprì fino al 2005. Nel luglio 2006 firmò un contratto di due anni con la federazione cinese di biathlon, dove ha agito in qualità di capo allenatore. Grazie a lui le prestazioni di quasi tutti i biatleti cinesi sono migliorate e molti fatto un grande salto di qualità, tuttavia nel 2008 non gli è stato rinnovato il contratto. Poco prima dell'inizio della stagione 2008-2009 Siebert annunciò un accordo con la nazionale bielorussa. Inizialmente non è stato in grado di lavorare a causa di problemi di salute, ma poco prima della prima tappa di Coppa del Mondo a Östersund è tornato sulle piste, lavorando molto bene soprattutto con Dar"ja Domračava.
È scomparso nel 2016 all'età di 60 anni a seguito di un tumore all'intestino.

## Palmarès

### Olimpiadi
- 1 medaglia:
  - 1 argento (staffetta a Lake Placid 1980)

### Mondiali
- 6 medaglie:
  - 3 ori (staffetta a Hochfilzen 1978; individuale[4], staffetta a Ruhpolding 1979)
  - 3 bronzi (sprint ad Anterselva 1975; staffetta a Vingrom 1977; sprint[4] a Hochfilzen 1978)

### Mondiali juniores
- 2 medaglie:
  - 2 ori (sprint, staffetta a Minsk 1976)

### Coppa del Mondo
- Vincitore della Coppa del Mondo nel 1979